# Infection Control and Hospital Epidemiology
Infection Control and Hospital Epidemiology, abgekürzt Infect. Control Hosp. Epidemiol., ist eine wissenschaftliche Fachzeitschrift, die vom Cambridge University-Verlag im Auftrag der Society for Healthcare Epidemiology of America veröffentlicht wird. Die Zeitschrift wurde 1980 unter dem Namen Infection Control gegründet, erweiterte ihn 1988 auf Infection Control and Hospital Epidemiology und erscheint derzeit mit zwölf Ausgaben im Jahr. Es werden Arbeiten veröffentlicht, die sich mit der Vermeidung von Infektionskrankheiten in Krankenhäusern beschäftigen.
Der Impact Factor lag im Jahr 2014 bei 4,175. Nach der Statistik des ISI Web of Knowledge wird das Journal mit diesem Impact Factor in der Kategorie Infektionskrankheiten an 16. Stelle von 78 Zeitschriften und in der Kategorie Public Health, Arbeits- und Umweltmedizin an 16. Stelle von 162 Zeitschriften geführt.